# Château Le Fy
 (décembre 2009).
Si vous disposez d'ouvrages ou d'articles de référence ou si vous connaissez des sites web de qualité traitant du thème abordé ici, merci de compléter l'article en donnant les références utiles à sa vérifiabilité et en les liant à la section « Notes et références ».
Le château Le Fy est situé à Esneux près de Liège en Belgique.

## Histoire
Le Château Le Fy a été construit à Esneux en 1904-1905 par Paul Saintenoy, architecte de renommée internationale, pour Jean-Édouard-Jules Van Parys, gendre d’Ernest Solvay. Construit par des Francs-maçons[réf. nécessaire], le château, placé sur une hauteur, comme c'est d'ailleurs le cas pour la plupart des châteaux, surplomberait volontairement[réf. nécessaire], selon le folklore local, l'église du village. Occupé par l’armée allemande à la mort de son propriétaire (1915), puis devenu en 1923 propriété de François Paul Lefévre, ingénieur en Chine, il est à nouveau réquisitionné durant la Seconde Guerre mondiale. Il est classé comme monument depuis le 1er avril 1986.[réf. souhaitée]
En 1964, à la suite du départ des enfants de François Paul Lefévre, le château n'est plus habité. La famille déménage dans une maison annexe. Le château est alors loué à l'association du père Pire (prix Nobel de la paix 1958) pour loger les réfugiés venant des pays de l'Est (association au nom de : Aide aux Personnes Déplacées). À la suite du décès des propriétaires dans les années 1970, il devient la propriété de la commune d’Esneux en 1982 avec pour ambition d'y installer son administration communale.
Mais en 1985, un incendie provoque la destruction complète de la toiture et de la charpente du château Le Fy. Ce monument alors en péril est inscrit sur la liste de l’Institut du Patrimoine wallon en 1999 afin de lui trouver une affectation.[réf. souhaitée]
Acheté en 2004 par un richissime homme d'affaires hollandais, Arthur Paes, le château débute ses rénovations en 2006 avec un contrat garantissant de le restaurer dans son état d'origine. Désormais, le château est la demeure privée du nouveau propriétaire qui a reçu un subside de 1.321.915 euros de la Région wallonne sur l'avis de l'Institut du Patrimoine wallon pour la restauration de l'extérieur du bâtiment,.
Les travaux ont mis un terme à une mobilisation sans précédent dans la commune, mouvement orchestré par le conseil d'administration de l'Asbl château Le Fy (650 membres) qui a travaillé depuis 1994 afin de trouver une solution réaliste à cette problématique. Le 23 mai 2006, l'Asbl, qui n'avait plus d'objet, a été officiellement dissoute. L'actif net fut cédé au propriétaire pour l'affecter aux travaux de rénovation du château.

Selon le folklore local, la tour du château aurait inspiré Walt Disney pour l'architecture du château de La Belle au bois dormant à Disneyland. Il aurait en effet remarqué son élégant clocher sur une photo prise par un soldat américain en 1944.
Le château de Neuschwanstein construit par Louis II de Bavière est une option plus probable.[réf. souhaitée]